# تاتا ایندیکا

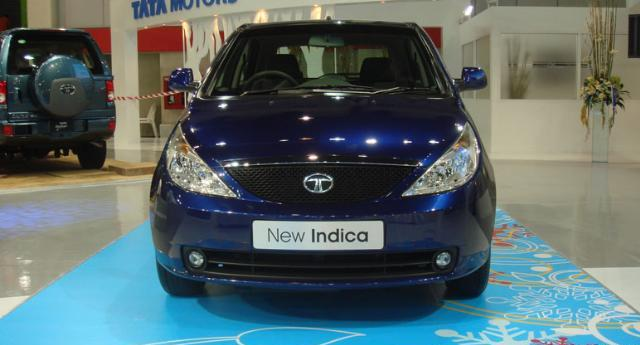
تاتا ایندیکا ویستا

تاتا ایندیکا یک خودروی هاچ بک است که توسط شرکت تاتا موتورز هند تولید شده‌است. این مدل همچنین از اواخر سال ۲۰۰۴ میلادی به اروپا، آفریقا و برخی کشورهای دیگر صادر شده‌است. این نخستین خودروی مسافربر است که شرکت تاتا موتورز ساخته است؛ همچنین نخستین خودروی مسافربر بومی ساخت هند است و از این لحاظ اهمیت دارد. فقط در ماه اوت سال ۲۰۰۸، حدود ۹۱۰۰۰۰ ایندیکا تولید شده‌است. فروش سالیانه این خودرو نیز بین سالهای ۲۰۰۶-۲۰۰۷ ۱۴۴۶۹۰ دستگاه رسیده است؛ فروش ماهیانه آن نیز به ۸۰۰۰ دستگاه رسیده‌است.